# Georg Curtius
Georg Curtius (Lübeck, 16 d'abril de 1820 - Hermsdorf am Kynast, 12 d'agost de 1885) va ser un filòleg clàssic alemany. Era germà de l'historiador i arqueòleg Ernst Curtius.

## Vida
Igual que el seu germà, va anar al gymnasium Katharineum de Lübeck, on va superar l'Abitur el 1837.
Després d'estudiar a Bonn i Berlín va treballar durant tres anys com a mestre d'escola a Dresden. El 1845 va tornar a la Universitat de Berlín com a professor associat. Amb la publicació de Die Bildung der Tempora und Modi im Griechischen und Lateinischen (1846), que havia dedicat al seu professor Friedrich Ritschl, va coincidir en contingut en diversos punts amb Sprachvergleichenden Untersuchungen d'August Schleicher, de qui més endavant es va fer amic. El 1849 va ser nomenat director del seminari de filologia de Praga i dos anys més tard professor de filologia clàssica a la Universitat de Praga. El 1854 va passar de Praga a una plaça similar a Kiel, i el 1862 va anar de Kiel a Leipzig.

## Obra
Les teories filològiques que va desenvolupar van tenir una gran influència. Les seves obres més importants són les següents:
- Die Sprachvergleichung in ihrem Verhaltniss zur classischen Philologie (1845)
- Sprachvergleichende Beiträge zur griechischen und lateinischen Grammatik (1846)
- Grundzüge der griechischen Etymologie (1858–1862, 5a edició el 1879)
- Das Verbum der griechischen Sprache (1873).

Des del 1878 va ser l'editor de la revista Leipziger Studien zur classischen Philologie. El 1879 va ser nomenat membre de l'Acadèmia Americana de les Arts i les Ciències. La gramàtica grega que va escriure per a les escoles, publicada per primera vegada el 1852, va tenir més de 20 edicions i també es va traduir a l'anglès. En el seu darrer treball, Zur Kritik der neuesten Sprachforschung (1885), va criticar les teories de l'escola dels Neogramàtics.